# Bank of Georgia
La Bank Of Georgia est une banque géorgienne faisant partie de l'indice S&P/IFCG Extended Frontier 150, représentant la performance de 150 des principales capitalisations boursières des marchés frontières. Cotée à la Bourse de Londres, elle est également présente dans l'indice FTSE 250. Son siège se trouve a Tibilisi , la capitale de la Géorgie .